# 야마모토역 (사가현)
야마모토역(일본어: 山本駅 やまもとえき[*])은 일본 사가현 가라쓰시에 위치한 규슈 여객철도의 철도역이다. 가라쓰 선의 소속역이며, 이 역을 기점으로 하는 지쿠히 선의 2개 노선이 상호 운행되고 있다. 혼합식 승강장 2면 3선의 구조를 갖춘 지상역이다.

## 이용 현황
| 승차 인원 추이 | 승차 인원 추이 |
| 연도           | 1일 평균       |
| -------------- | -------------- |
| 2000           | 361            |
| 2001           | 363            |
| 2002           | 369            |
| 2003           | 394            |
| 2004           | 387            |
| 2005           | 353            |
| 2006           | 347            |
| 2007           | 357            |
| 2008           | 353            |
| 2009           | 353            |
| 2010           | 344            |
| 2011           | 338            |

## 역 주변
- 일본 국토교통성 규슈지방 정비국 가라쓰 유지 출장소

## 역사
- 1898년 12월 1일 : 가라쓰 흥업 철도의 역으로서 개업.
- 1912년
  - 1월 17일 : 가라쓰 선 화물 지선의 이 역 - 기시타케 역이 개업.
  - 9월 21일 : 기시타케 지선의 여객영업 개시.
- 1929년 4월 1일 : 기타큐슈 철도의 히가시카라쓰 역 - 이 역 간이 개업. 일본국유철도와 기타큐슈 철도의 환승역이 되다.
- 1935년 3월 1일 : 기타큐슈 철도의 이 역 - 이마리역 간이 개업.
- 1937년 10월 1일 : 기타큐슈 철도가 국유화되어, 일본국유철도 지쿠히 선이 된다.
- 1971년 8월 20일 : 가라쓰 선의 기시타케 지선이 폐지되었다.
- 1983년 3월 22일 : 지쿠히 선의 니지노마쓰바라역 - 와타다역 - 가라쓰 역 간이 개업. 니지노마쓰바라 역 - 구리 역 - 이 역 간이 폐지. 동시에 이 역 - 가라쓰 역 간을 가라쓰 역과 지쿠히 선의 이중 호적구간으로 되어있기 때문에, 이 시점에서는 지쿠히 선의 1대의 노선으로서 계속.
- 1987년 4월 1일 : 일본국유철도 분할 민영화에 의해, 규슈 여객철도가 승계. 이것에 맞춰서 이 역 - 가라쓰 역 간을 가라쓰 선의 단독구간으로 돌렸기 때문에 지쿠히 선을 동.서 2대로 분단되어, 이 역을 서쪽 구간의 기점으로 한다.

## 인접 역
| 가라쓰 선          | 가라쓰 선                    | 가라쓰 선                |
| ------------------ | ---------------------------- | ------------------------ |
| 오치 혼무타베 방면 | ■ 가라쓰 선                  | 오니즈카 니시카라쓰 방면 |
| 지쿠히 선          |                              |                          |
| 시·종착역          | ■ 지쿠히 선 (서부 지선 구간) | 히젠쿠보 이마리 방면     |